# Бар (Львовская область)
Бар (укр. Бар) — село в Городокской городской общине Львовского района Львовской области Украины.
Население по переписи 2001 года составляло 232 человека. Занимает площадь 1,18 км². Почтовый индекс — 81530. Телефонный код — 3231.